# Marius von Mayenburg
Marius von Mayenburg (* 21. Februar 1972 in München) ist ein deutscher Dramatiker, Dramaturg und Theaterregisseur.

## Leben und Werk
Mayenburg wuchs in München auf, wo er das Maximiliansgymnasium besuchte. Er studierte zunächst Germanistische Mediävistik, ab 1994 dann Szenisches Schreiben an der Universität der Künste Berlin. Er verfasst seit 1997 Theatertexte, 1998 begann er an der Baracke des Deutschen Theaters als Dramaturg zu arbeiten. Seitdem verbindet ihn eine Zusammenarbeit mit dem Regisseur und Intendanten Thomas Ostermeier. Seit 1999 ist er Dramaturg und Hausautor an der Berliner Schaubühne am Lehniner Platz, seit 2009 ist er dort auch als Regisseur tätig. Zu seinen bekannteren Theaterstücken zählen Feuergesicht (Uraufführung: Münchner Kammerspiele, 1998), Parasiten (Uraufführung: Deutsches Schauspielhaus Hamburg, 2000) oder Perplex (Uraufführung: Schaubühne am Lehniner Platz, 2011). Mayenburg inszenierte einige seiner Stücke selber – Perplex, Märtyrer, Stück Plastik, Peng und Die Affen, – und führte auch Regie bei Texten anderer Autoren, etwa bei der Uraufführung von David Gieselmanns Die Tauben.
Für sein Erfolgsstück Feuergesicht wurde Mayenburg 1997 mit dem Kleist-Förderpreis für junge Dramatiker ausgezeichnet und 1998 mit dem Preis der Frankfurter Autorenstiftung. 2007 erschien Daniel Jägers Kurzfilm Eldorado basierend auf Mayenburgs gleichnamigem Stück.
Für die Saison 2024 / 2025 inszenierte Ramin Gray Mayenburgs Komödie Nachtland an den Wiener Kammerspielen.

## Theaterstücke
- Messerhelden (1996)
- Monsterdämmerung (1997)
- Feuergesicht (1998)
- Parasiten (2000)
- Haarmann (2001)[10]
- Das kalte Kind (2002)
- Fräulein Danzer (2003)
- Eldorado (2004)
- Turista (2005)
- Augenlicht (2006)
- Der Häßliche (2007)[11]
- Freie Sicht (2008)
- Der Hund, die Nacht und das Messer (2008)
- Der Stein (2008)
- Perplex (2010)
- Märtyrer, UA: 29. Februar 2012, Schaubühne am Lehniner Platz, Berlin.
- Stück Plastik, UA: 25. April 2015, Schaubühne am Lehniner Platz, Berlin.[12]
- Peng (2017), UA: 3. Juni 2017, Schaubühne am Lehniner Platz, Berlin[13]
- Mars (2018), UA: 19. Mai 2018, Schauspiel Frankfurt.
- Die Affen (2020)
- Ex (2021), UA: 2021, Riksteater Stockholm; Deutschsprachige EA: 12. März 2025, Schaubühne am Lehniner Platz, Berlin.
- Nachtland (2022)[14]
- Ellen Babić (2022), UA: 2022, Nationaltheater Reykjavik.
- Egal (2023), UA: 2023, Nationaltheater Reykjavik.

## Hörspiele
- Haarmann. Regie: Wulf Tiehaus, Mitwirkende: Bernd Stempel, Martin Engler, Thomas Gerber, Udo Kroschwald, Roland Kukulies, Urs Fabian Winiger, Linda Olsansky, 55 min., DLF 1999.